# Zubobolja
Zubobolja, dentalgija ili odontalgija je bol, koja se javlja u zubu ili tkivima koja ga neposredno okružuju. 
Najčešće nastaje kao posljedica karijesa ili oboljenja zubne pulpe, a može nastati i zbog problema s desnima, vilicama, zbog izbijanja ili povrede zuba i sl. Zabilježeni su i slučajevi zubobolje nastale kao posljedica promjene barometarskog pritiska (barodontalgija).
Bol se može javiti spontano ili kao reakcija na različite termičke, kemijske i mehaničke nadražaje. Intenzitet varira od blage do vrlo jake boli, koja može biti stalna ili sporadičan. Ponekad se može proširiti i na okolna područja (sekundarna hiperalgezija).
S obzirom na konkretno tkivo od koga potječe, razlikuju se sljedeće vrste zubobolje: dentinska, pulpna, periapeksna, parodontalna i reflektirana.